# Georg K. Glaser
Pour les articles homonymes, voir Glaser.
Georg K. Glaser (Guntersblum, Rheinhessen, 30 mai 1910 – Paris 14e, 18 janvier 1995) est un ouvrier chaudronnier, orfèvre, dinandier, allemand puis français, écrivain libertaire.

## Biographie
Né dans une famille de huit enfants. Il est marqué par le caractère violent et autoritaire de son père.
Il quitte le domicile familial à l’âge de 16 ans et fréquente les Jeunesses communistes, le mouvement anarchiste et les milieux naturistes, avant de se rapprocher du Parti communiste allemand (KPD) à la fin des années 1920.
Après l’arrivée d’Hitler au pouvoir, il participe à de petits groupes de résistance clandestine jusqu’à l’hiver 1933-1934, puis passe en Sarre, alors sous mandat de la Société des Nations, et de là à Paris où il collabore à plusieurs journaux d'émigrés allemands anti-nazis.
Il raconte ses années de jeunesse en Allemagne et en France, entre 1920 et 1945, dans Secret et violence.
En 1945, il adhère à la Fédération anarchiste, qui vient de se constituer. Il milite dans le groupe Sacco et Vanzetti des Ve-VIe arrondissements de Paris, où il côtoie Giliane Berneri (fille de Camillo Berneri) et André Prudhommeaux, alors secrétaire de rédaction du Libertaire.
N’ayant pas à vivre de sa plume, il n’a rien à concéder et continue son métier de dinandier jusqu’à sa mort, tout en publiant plusieurs ouvrages non traduits en France et en obtenant une reconnaissance tardive pour son œuvre dans son pays natal. Malgré son abandon du militantisme, il conserve de nombreux amis chez les libertaires.

## Œuvres (sélection)
- 1951, Geheimnis und Gewalt, Francfort-sur-le-Main et Bâle, 1989.
- 1932, Gorgée de bière (Schluckebier), Berlin [u. a.], Neuauflage, hrsg. von Walter Fähnders und Helga Karrenbrock. Klaus Guhl, Berlin 1979 [Mit einer Vorbemerkung von Georg Glaser: Vorwort. An den möglichen Leser]
- Gorgée de bière (Schluckebier), Berlin [u. a.] 1932, Neuauflage (zugleich Band 1 der neuen von Michael Rohrwasser hrsg. Werk-Ausgabe), Frankfurt am Main und Basel 2007)
- 1968 Die Geschichte des Weh, Hamburg [u. a.]
- 1985 Aus der Chronik der Rosengasse und andere kleine Arbeiten, Berlin [u. a.]
- Jenseits der Grenzen (Au-delà des frontières), Düsseldorf 1985
- Marinus van der Lubbe, Drama (inédite)

### En français
- Travailleurs de la nuit, Preuves, no 21, novembre 1952, texte intégral.
- Secret et violence. Chronique des années rouge et brun (1920-1945), Agone, 2005[5],  (ISBN 274890043X), notice éditeur.
- Schluckebier, Rue des Cascades, 2014,  (ISBN 978-2-917051-14-6), notice éditeur..

## Notices
- René Bianco, 100 ans de presse anarchiste : notice
- « notice bibliographique », Centre International de Recherches sur l'Anarchisme (Lausanne)